# Мехмед Кьопрюлю
Кьопрюлю Мехмед паша (на албански: Mehmed Pashë Kypriljoti; на османски турски: كوپريلی محمد پاشا) е османски политик от албански произход. Той е велик везир през 1656 – 1661 година и основоположник на влиятелния род Кьопрюлю.

## Биография
Кьопрюлю Мехмед е роден около 1575 година в Рошник край Берат и е взет на османска служба по силата на кръвния данък. След служба в двореца в Цариград е изпратен в Кьопрю (днес наречен Везиркьопрю в негова чест), откъдето идва прозвището му. Покровителстван от Гази Хюсрев паша, той бързо се издига, заемайки различни държавни служби в столицата.
През 1644 година Кьопрюлю Мехмед получава ранг на паша и става бейлербей на Трабзон. През 1647 година става управител на Егри, през 1648 година – на Караман, а през 1650 година – на Анадола. През 1652 година за кратко е везир, но е отстранен поради дворцови интриги.
През 1656 година Османската империя изпада в тежка криза след поредица неуспехи в Критската война и блокирането на Дарданелите от венецианския флот, последвани от провалил се опит за сваляне на султан Мехмед IV. В тази ситуация вече възрастният Кьопрюлю Мехмед паша е назначен за велик везир, като получава извънредни правомощия и на практика изолира султана от управлението.
Кьопрюлю Мехмед предприема радикални мерки за укрепване на правителството – екзекутира и прогонва от столицата голям брой политически противници, корумпирани чиновници или просто неуспешни военачалници, с помощта на еничарите потушава бунт на спахиите в Цариград и провинциални въстания в Анадола и Сирия. Той пробива блокадата на Дарданелите и постига известни успехи срещу венецианците в Егейско море и утвърждава османската власт в Трансилвания.
Мехмед Кьопрюлю паша умира на 31 октомври 1661 година в Одрин и е наследен като велик везир от сина си Кьопрюлю Фазъл Ахмед паша.